# San Martino Canavese
San Martino Canavese es una localidad y comune italiana de la provincia de Turín, región de Piamonte, con 772 habitantes.

## Evolución demográfica
| Gráfica de evolución demográfica de San Martino Canavese entre 1861 y 2001 |
|                                                                            |
| Fuente ISTAT - elaboración gráfica de Wikipedia                            |